# Як-44
Як-44 — палубний літак радіолокаційного дозору, наведення та керування (РЛДНУ/Літак дального радіолокаційного стеження) та радіоелектронної протидії (Радіоелектронна боротьба).
Розроблено в ДКБ ім. О. С. Яковлєва в середині 70-х років. Прообразом літака Як-44 (Як-44РЛД) був обраний американський Grumman_E-2_Hawkeye. Базування літака передбачалося на атомному авіаносці проєкту 1143.7 «Ульяновськ».
Через труднощі в розробці бортової апаратури був побудований лише макет Як-44.
В 1993 році роботи були заморожені через відсутність фінансування.

## Конструкція
Як-44 побудований по аеродинамічній схемі вільнонесного високоплана з двокілевим оперенням. Фюзеляж типу полумонокок круглого перетину. Крило трапецевідное в плані, з механізацією вздовж всієї задньої кромки. 
Консолі крила складаються. Для зменшення індуктивного опору встановлені кінцеві крильця. 
Шасі забирається, трехопорное, з носовою стійкою. 
Силова установка складається з двох гвинтовентиляторних двигунів (єдиних у світі[джерело?] в такому класі) Д-27. 
Антена Радар розташована на пілоні над фюзеляжем, в обертовому обтічнику. 
Радіолокаційний комплекс Як-44 повинен був одночасно відстежувати до 1300 цілей, наводити на 120 наземних і 160 повітряних цілей.

## Тактико-технічні характеристики
Наведено розрахункові дані. 
Джерело: Абідін В. Б., 2008.
Основні характеристики
- Екіпаж: 6 (2 пілота, 4 оператора РЛС)
- Довжина: 20,5 м
- Висота: 5,8 м
- Розмах крила: 25,7 м 
  - зі складеним крилом:12,5 м

- Площа крила: 88,0 м ²
- Максимальна злітна маса: 40 000 кг
- Маса палива у внутрішніх баках: 10 500 кг

Льотні характеристики
- Максимальна швидкість: 740 км/год
- Крейсерська швидкість: 700 км/год
- Посадочна швидкість:185 км/год
- Швидкість патрулювання:500-650 км/год
- Практична стеля: 13 000 м
- Висота патрулювання:3000-11000 м
- Тривалість патрулювання:3,6-6,5 ч
- Навантаження на крило: 455 кг/м ²
- Довжина ЗПС:<1350 м